# Losonczy Levente
Losonczy Levente (Győr, 2003. február 7. –) magyar autóversenyző, a túraautós TCR Európa-kupa mezőnyében szereplő ALM Motorsport pilótája, valamint a JAS Motorsport Driver Development Programjának (DDP) tagja, ahol fejlesztőversenyzőként is dolgozik. Korábban a TCR Eastern European Trophy-ban, valamint a TCR olasz bajnokságban is versenyzett.
A 2024-es idényben a TCR Európa-kupában, valamint a TCR olasz bajnokságban is indul.

## Pályafutása
Losonczy Levente gokartozással kezdte pályafutását 2016-ban, majd 2019-ben zárt karosszériás versenyzésre váltott és a közép-európai Renault Clio Kupában indult.
A 2022-es idényben szintet lépett és a túraautós TCR olasz bajnokságban állt rajthoz, valamint bemutatkozhatott a TCR Európa-kupában, a versenysorozat utolsó előtti, Monzában rendezett hétvégéjén.
A 2023-as szezonban a TCR olasz bajnokságban 12 futamon indult, egyszer dobogóra állhatott, és 104 pontjával az összetett 13. helyén zárt. A TCR Európa-kupában 10 versenyt teljesített, 104 pontot gyűjtött és 11. lett az összetett értékelésben.
A JAS Motorsport 2023 decemberében jelentette be, hogy Losonczy Levente is tagja lett a versenyzőket fejlesztő programjának, a Driver Development Programnak (DDP), és az ALM Motorsport által üzemeltetett Honda Civic Type R TCR típusú versenyautóval áll majd rajthoz 2024-ben a TCR Európa-kupában, valamint a TCR olasz bajnokságban. A TCR Európa-kupában a szezon második versenyhétvégéjén pályafutása első győzelmét aratta, Zolderben a második futamon a pole pozícióból rajtolva diadalmaskodott. Ezután a Salzburgringen rendezett hétvége második futamán másodikként végzett, majd Spa-Francorchamps-ban is dobogóra állt, a legendás pályán a második versenyen ért célba harmadikként. Az idény utolsó előtti fordulóján, a csehországi Brnóban megnyerte a második futamot, míg a szezonzáró valenciai hétvégén csapatbajnoki címet szerzett az ALM Motorsporttal.

### Teljes TCR Európa-kupa eredménysorozata
| Év   | Csapat            | Autó                   | 1   | 1   | 2   | 2   | 3   | 3   | 4   | 4   | 5   | 5   | 6   | 6   | 7   | 7   | Helyezés | Pont |
| 2023 | Aggressive Italia | Hyundai Elantra N TCR  | ALG | ALG | PAU | PAU | SPA | SPA | HUN | HUN | LEC | LEC | MON | MON | CAT | CAT | 11.      | 104  |
| ---- | ----------------- | ---------------------- | --- | --- | --- | --- | --- | --- | --- | --- | --- | --- | --- | --- | --- | --- | -------- | ---- |
| 2023 | Aggressive Italia | Hyundai Elantra N TCR  |     |     |     |     | 10  | 11  | 9   | KI  | 9   | 12  | 10  | 10  | 7   | 8   | 11.      | 104  |
| 2024 | ALM Motorsport    | Honda Civic Type-R TCR | VAL | VAL | ZOL | ZOL | SAL | SAL | SPA | SPA | BRN | BRN | VAL | VAL |     |     | 6.       | 246  |
| 2024 | ALM Motorsport    | Honda Civic Type-R TCR | 10  | 8   | 10  | 1   | 5   | 2   | 11  | 3   | 14  | 1   | 7   | 13  |     |     | 6.       | 246  |

* Szezon folyamatban
† Kiesett, de helyezését értékelték, mivel teljesítette a futam 90%-át.